# Кане (Еро)
Кане (фр. Canet) је насељено место у Француској у региону Лангдок-Русијон, у департману Еро.
По подацима из 2011. године у општини је живело 3361 становника, а густина насељености је износила 459,15 становника/km².

## Демографија
| 1962. | 1968. | 1975. | 1982. | 1990. | 2011. |
| ----- | ----- | ----- | ----- | ----- | ----- |
| 960   | 1.022 | 1.061 | 1.206 | 140   | 3.361 |